# Конференция в Думбартон-Оксе
Конференция в Думбартон-Оксе (21 августа — 7 октября 1944 года) — международная конференция стран-участников Антигитлеровской коалиции, на которой обсуждались вопросы послевоенного устройства мира, учреждения международной организации по поддержанию мира и безопасности.

## Значение
Конференция была созвана в соответствии с Декларацией четырёх государств по вопросу о всеобщей безопасности, принятой ранее на Московском совещании в октябре 1943 года, и подписана представителями четырёх стран: от СССР — Андреем Громыко, от США — Эдвардом Стеттиниусом, от Великобритании — Александром Кадоганом, от Китая — Веллингтоном Ку.
Проходила в Вашингтоне на вилле Думбартон-Окс.
С 21 августа по 28 сентября 1944 года в переговорах на конференции участвовали представители СССР, США и Великобритании, с 29 сентября по 7 октября — представители США, Великобритании и Китая.
Конференция в Думбартон-Оксе стала первым важным шагом, предпринятым для выполнения 4 пункта Московской декларации 1943 года, в котором признавалась необходимость послевоенной международной организации, которая стала бы преемницей Лиги Наций. На конференции делегации четырёх держав: Китайской Республики, Советского Союза, Соединённых Штатов и Соединённого Королевства обсудили предложения по созданию организации для поддержания мира и безопасности во всем мире. Среди представителей были Постоянный заместитель государственного секретаря Великобритании по иностранным делам сэр Александр Кадоган; посол СССР в Соединённых Штатах Андрей Громыко; посол Китая в Соединённом Королевстве Веллингтон Ку; и заместитель Государственного секретаря США Эдвард Стеттиниус-младший, каждый из которых возглавлял свою делегацию. (Когда Кадогана отозвали в Лондон после первой половины конференции, руководство делегацией взял на себя Эдвард Вуд, 1-й граф Галифакс, посол Великобритании в Вашингтоне). На самой конференции председательствовал Стеттиниус, а госсекретарь США Корделл Халл выступил со вступительной речью.
Переговоры проводились в два этапа, поскольку представители СССР не желали встречаться напрямую с китайцами. На первом этапе представители Советского Союза, Соединённого Королевства и Соединённых Штатов собрались в период с 21 августа по 28 сентября. Во втором представители Китайской Республики, Соединённого Королевства и Соединённых Штатов провели обсуждения в период с 29 сентября по 7 октября.

## Обстановка
Роберт Вудс Блисс, который вместе со своей женой Милдред Барнс Блисс передал Думбартон-Оукс Гарвардскому университету в 1940 году для создания научно-исследовательского института и музея византийских исследований, сыграл важную роль в организации этих встреч. Уже в июне 1942 года по поручению директора Джона С. Тэчер и попечители Гарвардского университета предложили передать помещения Думбартон-Оукс в распоряжение секретаря Халла. Когда в июне 1944 года Государственный департамент обнаружил, что Думбартон-Оукс может «с комфортом разместить» делегатов и что «обстановка [была] идеальной», предложение было возобновлено Джеймсом Б. Конантом, президентом Гарвардского университета, в письме от 30 июня 1944 года.

## О конференции
В книге «Акт творения: основание Организации Объединённых Наций» Стивен Шлезингер представил наглядный отчёт о полном американском контроле над конференцией, в том числе о том, что военная разведка США отслеживает передачу телеграмм делегатам, а ФБР следит за их передвижениями в городе. Военный, отвечающий за прослушивание и взлом кодов в Сан-Франциско: «операция показала его собственное чувство выполненного долга. Напряжение работы, наконец, уменьшилось, и 24-часовой рабочий день сократился. В Филиале считают, что успех Конференции, возможно, во многом обязан её вкладу».
Роберт Хильдербранд описывает атмосферу вокруг конференции и то, как Стеттиниус повёл британских и советских переговорщиков в ночной клуб Diamond Horseshoe на коктейли с Нельсоном Рокфеллером. Между тем, в городе ежедневно бесплатно показывали голливудские фильмы. Затем «кавалькада прибыла в дом Стеттиниуса, Хорсшу, где всех ждал ужин в виде шведского стола, и их развлекал негритянский квартет, поющий спиритуалы».
Два вопроса были центральными в работе конференции: Первый вопрос касался позиции, которую Советский Союз будет занимать в новой организации, поскольку первоначальная идея Франклина Д. Рузвельта заключалась в том, чтобы охватить американскую глобальную власть. Вторая касалась права вето постоянных членов Совета Безопасности. «Сталин взмахом руки снял возражения против американской версии права вето, отклонив его как незначительный вопрос…. Он был вполне готов пожертвовать любой независимой ставкой в строительстве ООН, цепляясь за веру в то, что право вето нейтрализует любую исходящую от него опасность».

## Роль Нельсона Рокфеллера
Шлезингер отметил, что, хотя Нельсон Рокфеллер не принимал официального участия в конференции, он попросил ФБР, чтобы именно он передавал отчеты Стеттиниусу. ФБР действительно передавало все отчёты Рокфеллеру. Шлезингер также объясняет, как логотип ООН был разработан таким образом, чтобы исключить Аргентину из-за её дружбы с нацистской Германией. Рокфеллер настаивал на том, что Аргентине, несмотря на её профашистское правительство, должно быть разрешено вступить в ООН. На стороне Рокфеллера были латиноамериканские делегации, отношения, которые разозлили Николо Туччи, главу Бюро латиноамериканских исследований Госдепартамента США, который подал в отставку, заявив, что «мое бюро должно было уничтожить нацистскую и фашистскую пропаганду в Южной Америке, но Рокфеллер приглашает худших фашистов и нацистов в Вашингтон».
В то время как Вашингтон стремился к созданию всемирной организации, Рокфеллер оказывал давление на конференцию, чтобы она приняла пакт Чапультепека. Несмотря на противодействие Стеттиниуса и Джона Фостера Даллеса, Рокфеллер выиграл битву на конференции. Было достигнуто соглашение о включении в статью 51 Устава некоторых слов, разрешающих «индивидуальную или коллективную самооборону» на региональном уровне. Несколько лет спустя, изучая документы Шлезингера, на ужине с Рокфеллером Даллес сказал: «Я должен перед вами извиниться. Если бы вы, ребята, этого не сделали, у нас никогда не было бы НАТО».

## Цели и результаты
Заявленными целями предлагаемой международной организации были:
1. Поддерживать международный мир и безопасность; и с этой целью принимать эффективные коллективные меры по предотвращению и устранению угроз миру и пресечению актов агрессии или других нарушений мира, а также добиваться мирными средствами урегулирования или урегулирования международных споров, которые могут привести к нарушению мира;
2. Развивать дружественные отношения между народами и принимать другие надлежащие меры для укрепления всеобщего мира;
3. Для достижения международного сотрудничества в решении международных экономических, социальных и других гуманитарных проблем;
4. Создать центр для согласования действий наций в достижении этих общих целей.

7 октября 1944 года делегаты согласовали предварительный набор предложений для достижения этих целей. Обсуждения на конференции относительно состава Организации Объединённых Наций включали в себя, какие государства будут приглашены стать членами, формирование Совета Безопасности Организации Объединённых Наций и право вето, которое будет предоставлено постоянным членам Совета Безопасности. Чарльз Э.Болен пишет, что конференция в Думбартон-Оксе "разрешила все, кроме двух вопросов, касающихся организации Объединённых Наций — процедуры голосования в Совете Безопасности и советского давления для допуска всех шестнадцати советских республик в Генеральную Ассамблею. Для этого было несколько причин. Во-первых, западные страны имели необратимое большинство, в том числе за счёт стран Содружества, таких как Канада, Новая Зеландия, Австралия и Южная Африка. Это привело бы к фактической неспособности СССР влиять на принятие решений. Во-вторых, страны Восточной Европы, которые переходили к режиму, дружественному Москве, как правило, были странами, которые сотрудничали с Осью, и поэтому им не разрешили немедленно вступить в ООН. Наконец, кажущийся экстравагантным характер этого советского требования имел целью дать понять, что любая международная организация, желающая управлять новым миром без равного отношения к СССР, обречена на провал. Это привело к принятию Украинской и Белорусской ССР в качестве полноправных членов ООН и побудило Рузвельта принять в Ялте право вето в Совете Безопасности. Позже, при Трумэне, западные страны попытались передать Генеральной Ассамблее полномочия по принятию решений по вопросам безопасности, чтобы обойти советское вето в Совете Безопасности, учитывая, что в первые годы существования ООН подавляющее большинство членов Генеральной Ассамблеи были западными странами или дружественными Западу. Советский Союз решительно отверг эти попытки подорвать договоренности, достигнутые в Ялте. Потребовалась конференция в Ялте плюс дальнейшие переговоры с Москвой, прежде чем эти вопросы были решены. Также в Ялте было предложено ввести систему опеки вместо мандатной системы Лиги Наций. На Конференции Организации Объединённых Наций по международной организации, также известной как Конференция в Сан-Франциско, в апреле-июне 1945 года было установлено право вето Совета Безопасности и была завершена разработка текста Устава Организации Объединённых Наций.

## Решения

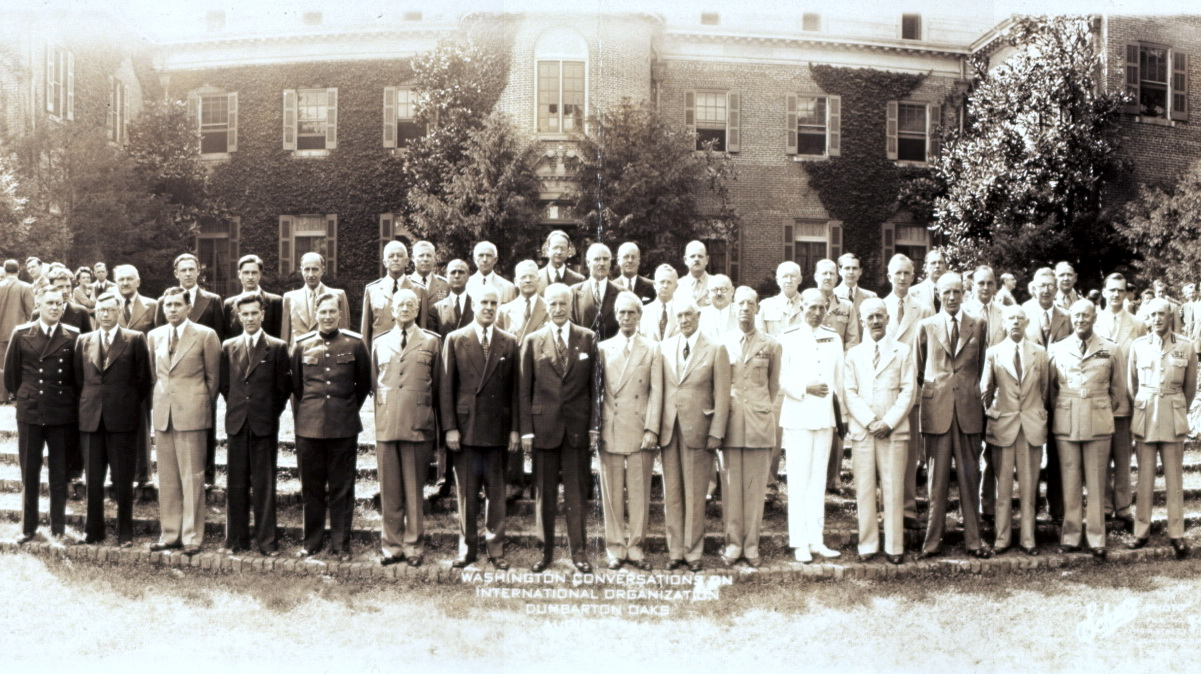
Участники конференции

На Конференции были подготовлены предложения о создании Международной организации безопасности, которые легли затем в основу Устава Организации Объединённых Наций.
Вопрос о процедуре голосования в Совете Безопасности на конференции в Думбартон-Оксе не был согласован (он был решён позднее на Ялтинской конференции в 1945 году).
К началу Конференции «Большая тройка» уже договорилась о том, что в создаваемой Организации будет Совет Безопасности (круг избранных стран). Во время переговоров никто не сомневался в том, что в его состав войдут США, Великобритания и СССР.
Делегация США настаивала на том, чтобы в число этих держав вошел и Китай, а делегация Великобритании на том, чтобы в будущую Организацию вошла и Франция.
Возникла дискуссия о праве вето для стран — постоянных членов Совета Безопасности. Стороны достигли компромисса, договорившись о том, что за постоянными членами СБ, даже вовлечёнными в конфликт, останется право вето, если речь пойдёт о применении силы.
Требование Сталина о том, чтобы все входящие в состав СССР республики были представлены в ООН, вызвало негативную реакцию Рузвельта.
Конференция в Думбартон-Оксе не решила всех вопросов, связанных с созданием Организации Объединённых Наций. Появилась необходимость организации новой встречи стран «Большой тройки» и, возможно, Китая, в ближайшем будущем.